# إيرين بيثيا
إيرين بيثيا (بالإنجليزية: Erin Bethea)‏ هي ممثلة أمريكية، ولدت في 12 يناير 1982 في جورجيا في الولايات المتحدة.

## وصلات خارجية
- الموقع الرسمي
- إيرين بيثيا على موقع IMDb (الإنجليزية)
- إيرين بيثيا على موقع ألو سيني (الفرنسية)
- إيرين بيثيا على موقع تيرنر كلاسيك موفيز (الإنجليزية)
- إيرين بيثيا على موقع أول موفي (الإنجليزية)
- إيرين بيثيا على موقع قاعدة بيانات الفيلم (الإنجليزية)
- إيرين بيثيا على موقع كينوبويسك (الروسية)